# Příbram II
Příbram II gradska je četvrt grada Příbrama. Prema popisu stanovništva iz 2001. godine, u četvrti živi 2.063 stanovnika na 638 prijavljenih adresa. 
Površina i poštanski broj katarske jedinice Příbram II jednaki su kao i oni jedinice Příbram I.
Příbram II nalazi se na istoku grada, između četvrti Příbram I i Příbram IX. Uključuje Prašku ulicu, Trg svetog Vjenceslava, Rudarski trg i Trg dr. Josefa Theurera. Pod četvrt spada i rijetko naseljeno sjeverno područje grada, židovsko groblje, zgrada nekadašnje zvjezdarnice i hodočastilište Svatá Hora. Unutar četvrti nalazi se još nekoliko manjih naselja, kojima prolazi Državna cesta II/118.

## Vanjske poveznice
- (češ.) (engl.) (njem.) Službene stranice grada i općine Příbram